# 青木周藏
青木周藏（日语：／ Aoki Shūzō，1844年3月3日—1914年2月16日），舊姓三浦，幼名團七。日本明治、大正時期外交官、政治家，歷任外務大臣、樞密院顧問官。

## 生平
1844年出生于长门国厚狭郡一个武士医生家庭，在明伦馆学习西方知识，1868年被送去德国学习法律。在德期间，他不仅学习医学，还涉猎了政治学、军事科学、经济学。1873年进入日本外务省工作，1886年至1893年担任日本建筑学会会长，1886年至1889年担任外务次官，1889年被选为第一次山县内阁外务大臣，1891年被选为第一次松方内阁外务大臣，1891年5月29日因为大津事件辞任，1892年至1894年担任日本驻德国大使，1894年至1898年担任日本驻英国大使，1898年被选为第二次山县内阁外务大臣，1906年至1908年担任日本驻美国大使。
1914年2月16日因为肺炎在東京逝世，享年69岁。